# Mlapa III
Mlapa III (fl. XIX secolo) è stato un sovrano togolese dell'etnia Ewe.
Sotto il suo regno, avente per capitale Togoville (odierna Togo), il 5 luglio 1884, l'Impero tedesco (rappresentato dal diplomatico ed esploratore Gustav Nachtigal) impose un accordo sottoscritto da Mlapa con il quale la regione dell'odierno Togo diveniva un protettorato tedesco.

## Biografia
Figlio del re Agomegan, il suo vero nome fu Plakoo e il suo cognome deriverebbe da "Mlapa Etu ne Mlapa, ewui ne Mlapa" (Invulnerabilità al fucile e al coltello).
Il suo cognome rammenta che alcuni avevano creduto che ci fossero due personaggi distinti.
Prima del 5 luglio 1884, il re controllava il territorio posto attorno al lago Togo.
Egli deteneva il diritto di percepire le tasse di navigazione, una parte delle quali era utilizzata per il regno e l'altra per il palazzo.
Oltre a ciò egli fu un condottiero militare che diresse le sue truppe sui campi di battaglia.

## Discendenza
Suo figlio Mlapa IV fece parte delle autorità tradizionali consultate durante i disordini nella successione del capo costumiere di Vogan del 23 agosto 1951.
La sua dinastia esiste tuttora ed è rappresentata da suo nipote Mlapa V, il principe ereditario si chiama Asrafo Plakoo Mlapa.